# Axel Edvin Lindborg
Axel Edvin Lindborg, född 23 mars 1876 i Stockholm, död 25 juni 1951 i Stockholm, var en svensk målare, grafiker, tecknare och konservator. 
Han var 1907-1925 gift med Ingeborg Lindborg. Lindborg studerade vid Konstakademien i Stockholm 1904-1905 Därefter vistades han i England, Nederländerna, Belgien och utförde restaureringsarbeten i Paris fram till 1908. Han var anlitad som konservator vid Göteborgs konstmuseum, Uppsala universitet, Hallwylska samlingen, Stockholms högskola, Sankta Maria kyrka, Ystad och vid ett flertal kyrkorenoveringar där han utförde på målningar, skulpturer och sniderier. Hans konst består av porträtt och landskap med motiv från Sverige, England och Frankrike, samt teckningar och grafik. Några av hans mest spektakulära tavlor är de kopior han målat av tavlor som blivit övermålade, han röntgenfotograferade dessa och återskapade det underliggande motivet.